# Ninfeo del Bergantino
Il ninfeo del Bergantino, anche noto (piuttosto impropriamente) come Speco di Diana o Bagni di Diana, è un sito archeologico posto sulle rive del lago Albano, in comune di Castel Gandolfo, in provincia di Roma, nell'area dei Castelli Romani.
Si tratta di un ninfeo ricavato in una grotta naturale, databile all'epoca domizianea (fine I secolo), e perciò riconducibile all'imponente complesso della villa albana di Domiziano.

## Storia
Nel 1841 alcuni scavi, avviati prima abusivamente e poi sotto il controllo del cardinale camerlengo, portarono alla luce abbondanti reperti di statue e mosaici, in parte conservati presso le Ville pontificie di Castel Gandolfo.
Il ninfeo del Bergantino deve il suo nome ad un antico proprietario (secondo il Lugli) oppure alla corruzione del vocabolo "brigantino", tipologia di veliero, dato che la grotta del ninfeo poteva essere usata come rimessa di barche.
All'inizio degli anni Ottanta furono eseguiti a cura della Soprintendenza Archeologica del Lazio interventi di consolidamento e ripresa delle murature sia interne che esterne con il ripristino dell'antico piano di calpestio ed il restauro del mosaico policromo, lavori del costo di 30 milioni di lire.
A partire dal 2007 il parco regionale dei Castelli Romani ha avviato alcuni lavori di recupero del ninfeo.

## Descrizione
Il ninfeo occupa una grotta naturale scavata nel peperino (una roccia vulcanica caratteristica dei Colli Albani e del Viterbese), probabilmente usata in precedenza come cava di materiale da costruzione. L'archeologo Giuseppe Lugli argomentò che la conformazione volutamente "casuale" del ninfeo all'interno di una grotta preesistente è una spia della datazione domizianea della struttura.
Le pareti della grotta sono state rivestite da una muratura in opus mixtum, altro elemento caratteristico di epoca domizianea. Tuttavia i costruttori ebbero l'accortezza di lasciare un'intercapedine tra la viva roccia di peperino e la muratura, per evitare le infiltrazioni di umidità.
I pilastri e le volte di rinforzo sono in laterizi, il grande arco dell'ingresso alla grotta in bipedali.
Al centro della grotta è stato scavato un bacino circolare, leggermente inclinato verso il lago in modo tale da favorirne lo sversamento.
La grotta principale ha un diametro di 17 metri; l'arco d'ingresso è alto una cinquantina di metri; il bacino della grotta principale è largo 13 metri e profondo 25, e presenta un canale di sversamento a lago.